# Eisenbahnbrücke Oed

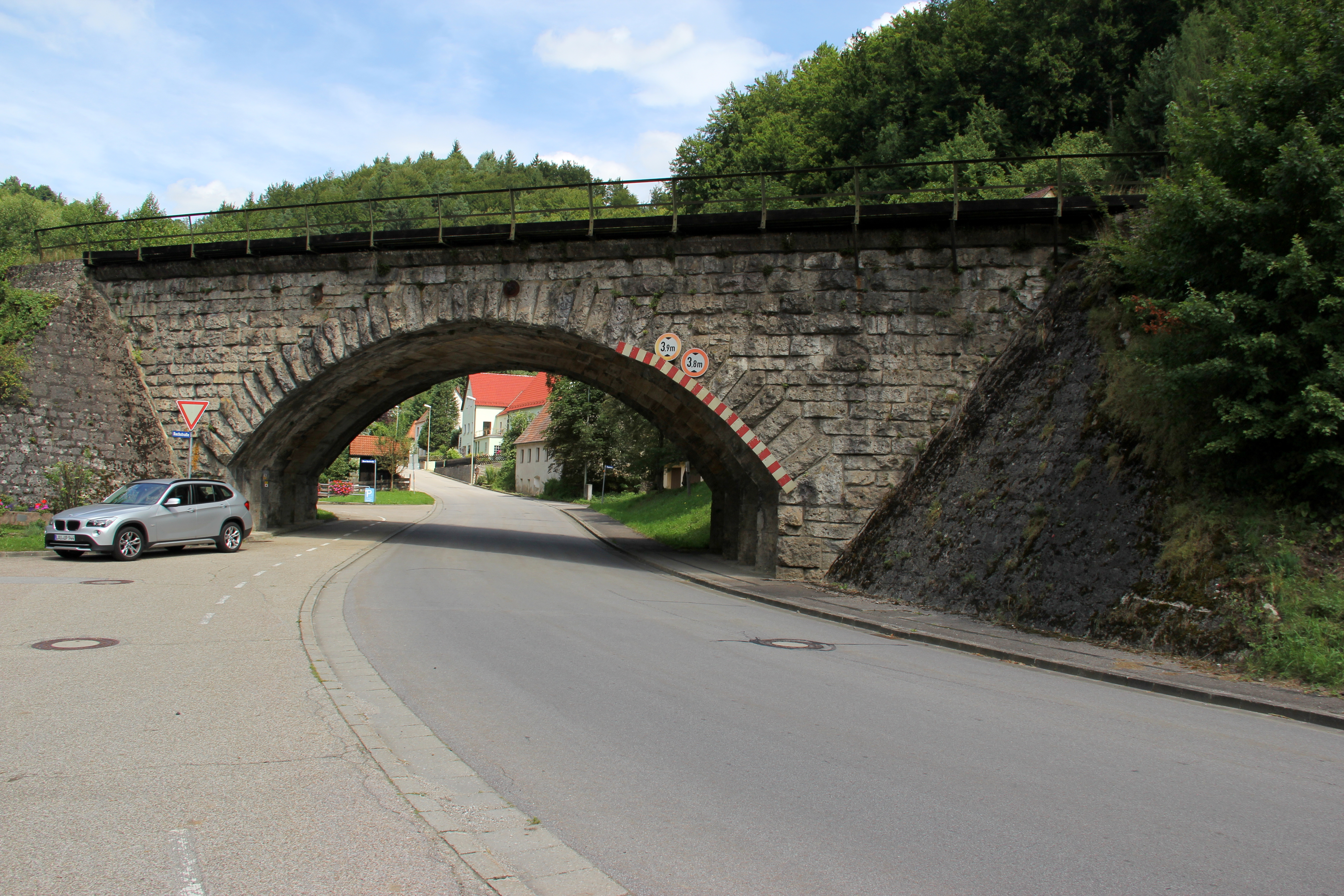
Eisenbahnbrücke Oed

Die Eisenbahnbrücke in Oed befindet sich im Zuge der Bahnstrecke Nürnberg–Schwandorf. Sie hat ein vierfach gestuftes Gewölbe und steht unter Denkmalschutz.

## Geografische Lage
Die Brücke befindet sich bei Streckenkilometer 38,586 der Bahnstrecke Nürnberg–Schwandorf am südlichen Ortseingang von Oed, einem Ortsteil der Gemeinde Weigendorf im Landkreis Amberg-Sulzbach in Bayern. Die Bahnstrecke verläuft hier durch das enge Lehenbachtal, ebenso wie die Kreisstraße AS 38 von Weigendorf nach Etzelwang und der Etzelbach. Durch die weiteren Bogenradien, die gegenüber einer Straßenführung für eine Eisenbahnstrecke erforderlich sind, kreuzt die Bahnstrecke die Straße mehrfach, ebenso den Bach und wechselt dabei die Talseite. Im Bereich der Eisenbahnbrücke Oed ist das Tal besonders eng.

## Geschichte
Die Brücke stammt aus der Erbauungszeit der zweigleisigen Strecke, die 1859 eröffnet wurde. Errichtet wurde sie durch die Bayerische Ostbahnen. Die Arbeiten am Werkstein der Brücke führten italienische Arbeiter aus.

## Bauwerk
Die Brücke wurde als einbogige Straßenüberführung errichtet. Der Straßendurchlass ist 9,3 Meter breit, die maximale Durchfahrtshöhe beträgt 3,9 Meter. Die topografisch schwierige Situation bedingte, dass die Bahn die bestehende Straße in einem schrägen Winkel kreuzen musste. Die baulich stabilste Form des Brückenbogens ist aber eine Überspannung im Winkel von 90 Grad. Um trotz des schrägen Winkels mit einem Brückenbogen von möglichst geringer Spannweite auszukommen, wurde der Brückenbogen in fünf einzelnen, im Grundriss rechteckigen, direkt nebeneinander liegenden Bögen mit einer Spannweite von je 13,5 Metern errichtet, die jeweils etwa 1,3 Meter gegeneinander versetzt sind. Dadurch ergibt sich ein Winkel für die Unterführung der Straße unter der Bahn, die dem Winkel beider Verkehrswege zueinander entspricht.
Die beiden äußeren Bögen wurden aus Dolomit gemauert, die drei mittleren aus Dogger-Sandstein. Damit die Bögen kraftschlüssig verbunden sind, wurden über dem Scheitelpunkt des Gewölbes zwei Zuganker gesetzt. Optisch setzt das Sichtmauerwerk auf Buckelquader. Da durch die Stufung der fünf Bögen bei der Untersicht die Stufung im Scheitelpunkt der Bögen von der einen auf die andere Seite eines Bogens wechselt, ist die Stufung immer nur auf der rechten Seite zu sehen, während die Außenkanten der Bögen auf der linken Seite der Durchfahrt in einer Flucht liegen und nicht als einzelne Bogen erkennbar sind.
Die topografische Situation war so beengt, dass der Etzelbach an dieser Stelle verrohrt wurde und unter der Straße ebenfalls unter der Bahnstrecke durchgeführt wurde.

## Denkmalschutz
Das Bayerische Landesamt für Denkmalpflege stuft die Brücke als „von herausragender architektonischer Qualität“ ein und fügte sie 2016 als Nachtrag in die bayerische Denkmalliste ein, weil sie damit die Kriterien, die Artikel 1, Absatz 1 des Bayerischen Denkmalschutzgesetzes erfüllt.